# Joseph Tainter
Joseph Anthony Tainter (né le 8 décembre 1949 à San Francisco) est un anthropologue et historien américain.

## Biographie
Joseph Tainter a étudié l'anthropologie à l’université de Californie et à l’université Northwestern, où il a reçu son Ph.D. en 1975. Il est actuellement professeur dans le département Environnement et Société (Department of Environment and Society) de l’université d'État de l'Utah. Il était précédemment professeur d’anthropologie à l’université du Nouveau-Mexique.
Joseph Tainter est l’auteur ou l’éditeur de nombreux ouvrages et articles. Son travail le plus connu est sans doute le livre L’Effondrement des sociétés complexes (The Collapse of Complex Societies), qui étudie l’effondrement des civilisations Maya et Chaco et de l’Empire romain, en termes de théorie des réseaux, d’économie de l’énergie et de théorie de la complexité. Selon Tainter, la durabilité ou l’effondrement des sociétés a pour origine le succès ou l’échec des institutions qu’elles avaient chargées de résoudre les problèmes rencontrés ; les sociétés s’effondrent lorsque leurs investissements dans la complexité sociale et leurs « subsides en énergie » atteignent un point au-delà duquel le retour marginal sur investissement diminue. Tainter considère qu’une société s’effondre à partir du moment où elle perd une part significative de sa complexité en un laps de temps relativement court.

## Thèmes et objets d'étude

### Complexité sociale
Dans son ouvrage L’Effondrement des sociétés complexes, Tainter avance que les sociétés deviennent de plus en plus complexes au fur et à mesure qu’elles essaient de résoudre les problèmes qu’elles rencontrent. On peut se rendre compte de la complexité sociale d’une société au travers : des très nombreux rôles économiques et sociaux, à la fois spécialisés et différenciés ; des nombreux mécanismes qui coordonnent ces rôles ; du degré de dépendance de la société vis-à-vis de la communication à la fois symbolique et abstraite ; et de l’existence, au sein de la société, d’une classe de producteurs et d’analystes de l’information qui ne sont pas partie prenante dans la production primaire des ressources consommées par la société. Une telle complexité impose l’existence de substantielles subsides sous forme d’énergie (c’est-à-dire de la consommation de ressources ou d’autres formes de richesse). Lorsqu’une société fait face à un « problème » de type crise énergétique (du fait d’une pénurie d’énergie ou de la difficulté d’en obtenir), cela a tendance à provoquer la création de bureaucratie, d’infrastructures ou de classes sociales supplémentaires pour tenter de résoudre le défi posé. Tainter, qui commence (chapitre 1) par identifier dix-sept exemples d’effondrement rapide de sociétés, applique son modèle à trois études de cas : l’Empire romain d'Occident, la civilisation Maya et la civilisation Chaco.
Par exemple, au sein de l’Empire romain, alors que la production agricole baissait lentement et que la population augmentait, le quota d’énergie disponible par tête a fortement baissé. Les Romains ont « résolu » ce problème par la conquête de territoires voisins et l’appropriation de leurs surplus énergétiques (concrètement, sous forme de métaux, de céréales, d’esclaves, etc.). Cependant, au fur et à mesure que l’Empire croissait, croissait aussi le coût qu’imposait le fait de maintenir le système de communication, les garnisons, le gouvernement civil, etc. Ce coût a fini par augmenter tellement que tout nouveau défi se présentant, comme des invasions ou des mauvaises récoltes à répétition, ne pouvait plus être résolu par l’acquisition de plus de territoire. Des efforts intenses et autoritaires pour maintenir une certaine cohésion par les empereurs Domitien et Constantin n’ont mené qu’à exercer une pression toujours plus forte sur la population. L’Empire finit par se scinder en deux, avant que la partie occidentale ne se fragmente en morceaux plus petits. La plus grande richesse de l’Empire romain d’Orient permit à celui-ci de survivre un peu plus longtemps et, au lieu de s’effondrer, de ne succomber que lentement et par étapes, car contrairement à l’Empire romain d’Occident, il disposait de puissants voisins capables de tirer avantage de sa faiblesse.
On imagine souvent que l’effondrement de l’Empire romain d’Occident a été vécu comme une catastrophe pour ses habitants. Tainter fait remarquer que ce grand changement peut, au contraire, être vu comme un choix tout à fait rationnel des personnes de cette époque, dont nombre se sentaient bien mieux une fois sortis de l’Empire. Des preuves archéologiques (analyses d’os humains) indiquent que la nutrition moyenne s’est en fait améliorée en de nombreux endroits de l’Empire romain après son effondrement. L’individu moyen a pu profiter de cet effondrement parce qu’il n’avait plus à investir dans la complexité pesante de l’Empire. Tainter note que dans la partie occidentale de l’Empire, les populations locales ont régulièrement accueilli les peuples barbares en libérateurs.

### Baisse du rendement marginal
Joseph Tainter commence par classer et étudier les raisons souvent incohérentes que la littérature existante donne pour expliquer un effondrement. Dans l’esprit de Tainter, même si les invasions, les famines, les maladies ou les dégradations environnementales peuvent apparaître comme des causes de l’effondrement d’une société, la cause ultime est économique et inhérente à la structure d’une société, plutôt que due à des chocs externes successifs qui l’ébranlent et la déstabilisent : les rendements décroissants de l’investissement marginal dans la complexité sociale (en). À l’opposé, Jared Diamond, dans son livre Effondrement : comment les sociétés décident de leur disparition ou de leur survie (2005), se concentre sur la mauvaise gestion environnementale comme cause première d’effondrement. Enfin, J. Tainter rassemble des statistiques actuelles pour montrer que les rendements de l’investissement marginal dans l’énergie, l’éducation et l’innovation technologique évoluent aujourd’hui à la baisse. Le monde moderne globalisé est sujet à nombre de pressions qui ont conduit les sociétés plus anciennes à la ruine.
Cependant, le point de vue de Tainter n’est pas totalement apocalyptique : « Lorsque le système économique est à nouveau alimenté, que ce soit sous la forme d’une innovation technique ou d’un surcroît d’énergie, cela a souvent le potentiel, au moins temporaire, d’augmenter la productivité marginale » (page 124). Par conséquent, exclure la conquête perpétuelle des voisins (qui est toujours sujette à la baisse des rendements), et n’utiliser que l’innovation qui augmente la productivité sont – à long terme – la seule manière de dépasser le dilemme de la science pessimiste des rendements marginaux décroissants sur les investissements supplémentaires dans la complexité. Et dans les derniers chapitres de son ouvrage, Tainter parle des raisons pour lesquelles les sociétés modernes pourraient ne pas être capables de choisir de s’effondrer : parce qu’autour d’elles existent d’autres sociétés complexes qui, d’une manière ou d’une autre, peuvent absorber une zone effondrée, ou éviter un effondrement général. Par exemple, les civilisations Maya et Chacoan ne disposaient d’aucun voisin puissant et complexe ; elles ont donc pu s’effondrer durant des siècles, voire des millénaires, tout comme l’Empire romain d’Occident – mais l’Empire romain d’Orient, qui avait comme voisins les Empires parthe et sassanide, n’avait pas la possibilité de se transformer en un ensemble d’entités plus simples et plus petites.
L’article Complexité, résolution de problèmes et sociétés durables (1996) se concentre sur le coût énergétique de la résolution de problèmes et la relation entre complexité et énergie dans les systèmes créés par l’homme.

## Publications

### Ouvrages originaux en anglais
- The Collapse of Complex Societies, Cambridge University Press, 1988, 262 p. (ISBN 0-521-34092-6)
- avec Tadeusz W. Patzek, Drilling Down : The Gulf Oil Debacle and Our Energy Dilemma, Copernicus, 2011, 252 p. (ISBN 978-1-4419-7676-5)

### Ouvrages traduits en français
- L'Effondrement des sociétés complexes [« The Collapse of Complex Societies »]  (trad. de l'anglais), Aube/Paris, Le Retour aux Sources, 2013, 318 p. (ISBN 978-2-35512-051-0)
- L'Effondrement des sociétés complexes [« The Collapse of Complex Societies »] (trad. de l’anglais), Paris, Éditions Culture & Racines, 2023, 320 p. (  (ISBN 978-2-491861-39-1))

## Crédit d'auteurs
- (en) Cet article est partiellement ou en totalité issu de l’article de Wikipédia en anglais intitulé « Joseph Tainter » (voir la liste des auteurs).